# Darko Miličić
Darko Miličić (* 20. Juni 1985 in Novi Sad, Jugoslawien) ist ein ehemaliger serbischer Basketballer. Er ist 2,15 m groß und spielte auf der Position des Centers.

## NBA-Karriere

### Detroit Pistons (2003–2006)

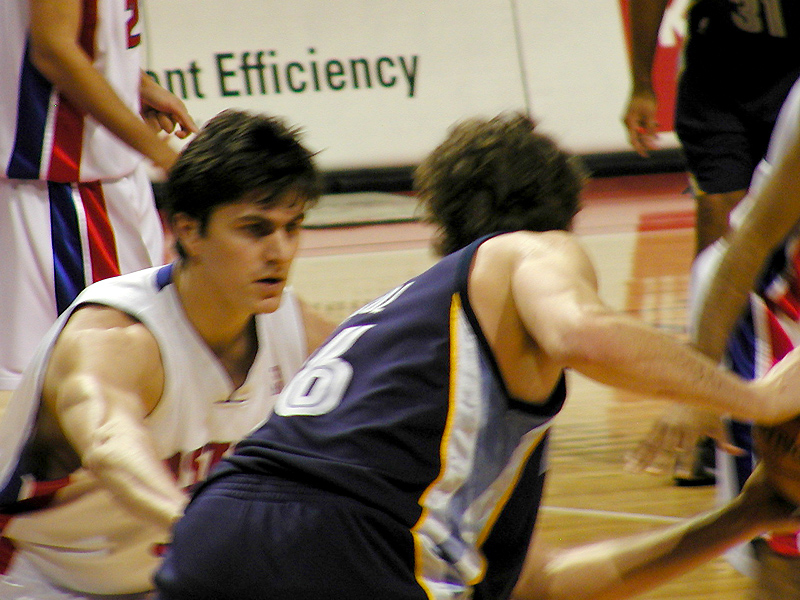
Miličić (links) als Spieler der Detroit Pistons, 2006

Im Gegensatz zu den anderen Teams, die hohe Draftpicks haben, waren die Detroit Pistons 2002 ein erfolgreiches Team. Sie erreichten im Vorjahr noch die Eastern-Conference Finals. Der Grund, warum sie den zweiten Draftpick erhielten, war ein 1997 abgeschlossener Transfer mit den Vancouver Grizzlies (heute Memphis Grizzlies), der ihnen das Draftrecht der Grizzlies zusprach. Miličić galt als jüngster Spieler des Draftjahrgangs und ihm wurde eine erfolgreiche NBA-Karriere prognostiziert. Überraschend schon an zweiter Stelle nach LeBron James gedraftet, gilt Miličić heute rückblickend als Draftflop, da die späteren Superstars Carmelo Anthony, Dwyane Wade und Chris Bosh, aber auch Boris Diaw, Kendrick Perkins, Leandro Barbosa, Chris Kaman oder Mo Williams allesamt nach ihm gedraftet wurden und heute deutlich erfolgreichere Karrieren vorweisen können als Miličić, der aufgrund des sehr starken Frontcourts der Detroit Pistons, mit Ben Wallace und Rasheed Wallace, sehr wenig Spielzeit sah. Er holte sich in seiner Rookie-Saison 2003–2004 mit den Pistons die NBA-Meisterschaft, stand dabei aber in den Playoffs nur 1,8 Minuten pro Spiel auf dem Feld (4,7 Minuten pro Spiel in der Regular Season). Er ist mit 18 Jahren und 356 Tagen, der jüngste Spieler der je in einem NBA-Finale auf dem Feld stand. Obwohl Miličić eine größere Rolle von Pistons-Manager Joe Dumars versprochen wurde, sah er in seinem zweiten Jahr kaum mehr Spielzeit. In seinem dritten Jahr wurde Miličić dann verkauft, nachdem er nie die Erwartungen erfüllen konnte und nur 1,8 Punkte pro Spiel in 96 Spielen für die Pistons erzielte.

### Orlando Magic (2006–2007)
Am 15. Februar 2006 wurde Miličić zusammen mit Carlos Arroyo für Kelvin Cato und einen Erstrunden-Pick im Jahr 2007 zu den Orlando Magic getradet. Dort bekam er maßgeblich mehr Spielzeit und konnte in seiner ersten Saison mit den Magic 7,6 Punkte und in seiner zweiten Saison 8,0 Punkte pro Spiel verbuchen. Auch als Shotblocker überzeugte er und kam auf 2,1 und im zweiten Jahr bei den Magic auf 1,8 Blocks pro Spiel. Als 2007 Miličić' Vertrag bei den Magic auslief, bekam er keine Vertragsverlängerung.

### Memphis Grizzlies (2007–2009)
Am 12. Juli 2007 unterzeichnete Miličić einen Drei-Jahres-Vertrag bei den Memphis Grizzlies. Er begann als Starter, musste sich jedoch bald wieder als Bankspieler zufriedengeben, da er keine ausreichende Leistung brachte. Ende 2008 hatte sich seine Leistung verbessert und er bekam wieder einen Platz in der Starting-Five. Am 26. Dezember 2008 brach er sich jedoch einen Finger an der rechten Hand. Ab diesem Zeitpunkt war er nur mehr zweite Wahl hinter Marc Gasol.

### New York Knicks (2009–2010)
Am 25. Juni 2009 wurde Miličić für Quentin Richardson und Geld zu den New York Knicks getradet. Für die Knicks hat Miličić nur 8 Spiele absolviert. Am 17. Dezember ließ er verkünden, dass er die NBA in der folgenden Saison verlassen will und wieder in Europa spielen will.
Für die Knicks absolvierte er nur 8 Saisonspiele, in denen er 2,0 Punkte im Schnitt erzielte.

### Minnesota Timberwolves (2010–2012)
Am 17. Februar 2010 wurde er für Brian Cardinal zu den Minnesota Timberwolves getradet. Dort stand er die nächsten 2 Spielzeiten unter Vertrag. Die Saison 2010–11 war Miličićs beste. Er etablierte sich als startender Center und kam auf 8,8 Punkte, 5,2 Rebounds, 1,5 Assists und 2,0 Blocks in 69 Spielen. Die darauffolgende Saison konnte Miličić die Leistung nicht mehr abrufen. Die Timberwolves spielten eine schwache Saison und entließen Miličić am Ende der Saison mit der sogenannten Amnestesieklausel, womit sie sein Gehalt sparten.

### Boston Celtics (2012)
Am 20. September 2012 unterzeichnete Miličić als Free Agent einen Vertrag bei den Boston Celtics, ehe er bereits zwei Monate später und nach einem absolvierten Saisonspiel, am 21. November den Verein wieder verließ, nachdem er persönliche Angelegenheiten als Grund für die Auflösung nannte.

### Zwischenzeitliche Karrierepause
Miličić gab September 2013 sein Karriereende bekannt. Er plane in Zukunft eine Profikarriere als Kickboxer anzustreben. Seinen ersten Kickboxkampf absolvierte er am 18. Dezember 2014 gegen Radovan Radojčin, den er in der zweiten Runde nach Technischem KO verlor.

### Comebackversuch (2015)
2015 wurde bekannt, dass Miličić wieder professionell Basketball beim serbischen Verein Metalac Valjevo spielen wird. Wenige Tage später widerrief er dieses Engagement.

### Nationalmannschaft
Miličić spielte zunächst für die Serbien und Montenegro und später nur noch für Serbien. Er nahm an der Basketball-Weltmeisterschaft 2006 teil, wo er mit Serbien enttäuschend Elfter wurde. Zudem nahm er an der Basketball-Europameisterschaft 2005 und 2007 teil, wo ihm eine Medaille ebenfalls verwehrt blieb.

## Persönliches
Seine Eltern heißen Milorad und Zora. Seine Schwester Tijana ist Volleyballspielerin. Am 23. Mai 2009, heiratete er seine Freundin, Zorana Markus. Zusammen haben sie zwei Söhne und eine Tochter.
Miličić gab 2006 bekannt, dass er nach seiner Basketball-Karriere seine Wehrpflicht in seiner Heimat Serbien erfüllen will.